# Международное почтовое отправление

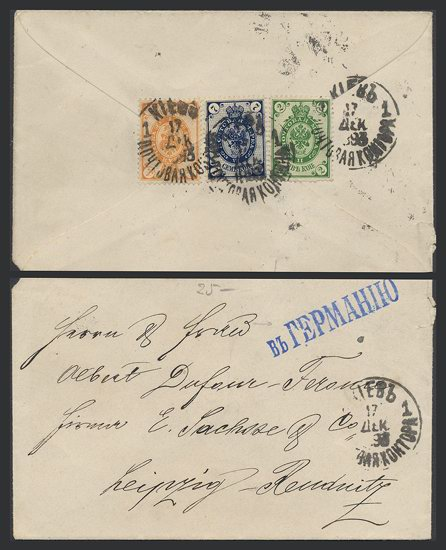
Конверт международного почтового отправления, пересланного в 1889 году из Киева (Российская империя) в Лейпциг (Германская империя), с оттиском вторичного штемпеля «Въ Германію»

Междунаро́дные почто́вые отправле́ния (англ. international mail) — это отправления письменной корреспонденции, проходящие обработку в местах международного почтового обмена.

## Описание
В настоящее время в России к международным почтовым отправлениям, в соответствии со ст. 4 Таможенного кодекса Таможенного союза (прекратил свое действие с выходом ТК ЕАЭС), относятся отправления, принимаемые для пересылки за пределы таможенной территории Таможенного союза, поступающие на эту территорию либо следующие транзитом через эту территорию и сопровождаемые документами, предусмотренными актами Всемирного почтового союза.
Международные почтовые отправления, перемещаемые с помощью почтовой связи и курьерских служб или транспортных компаний, включают в себя:

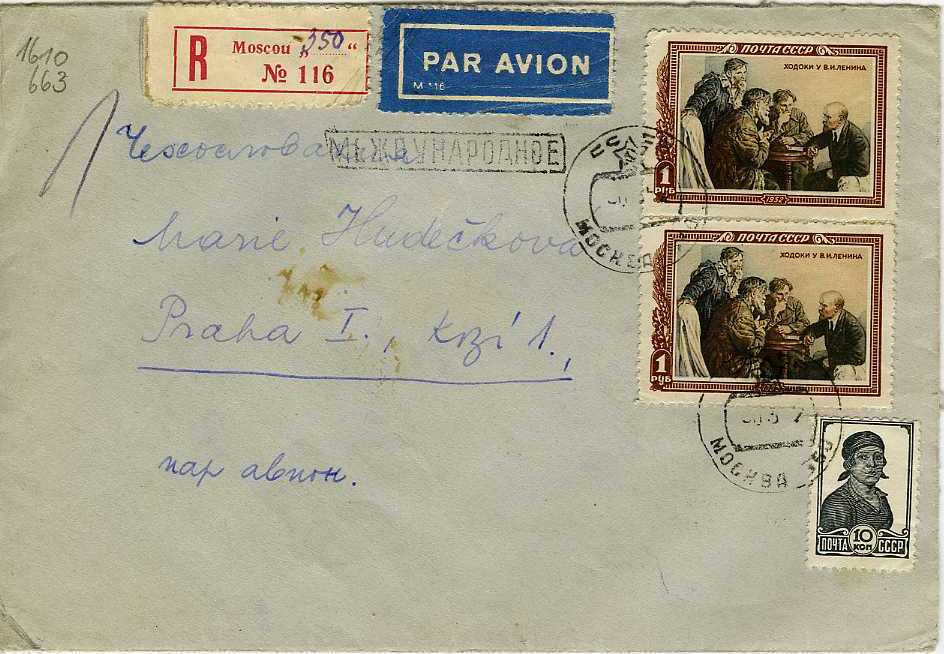
Конверт международного почтового отправления из Москвы (СССР) в Прагу (Чехословакия) (1957), с оттиском вторичного штемпеля «Международное» и ярлыками «Заказное» и «Авиа»

- письма, в том числе с объявленной ценностью[нем.],
- почтовые карточки,
- бандероли,
- специальные мешки «М» с печатными изданиями,
- секограммы,
- мелкие пакеты,
- все категории посылок,
- сгруппированные отправления «Консигнация»,
- отправления международной ускоренной почты.

Приём, обработку, перевозку и доставку международных почтовых отправлений обеспечивают почтовые администрации стран — членов Всемирного почтового союза.
Каждому регистрируемому или отслеживаемому отправлению присваивается международный трек-номер.

## Практика международного почтового обмена

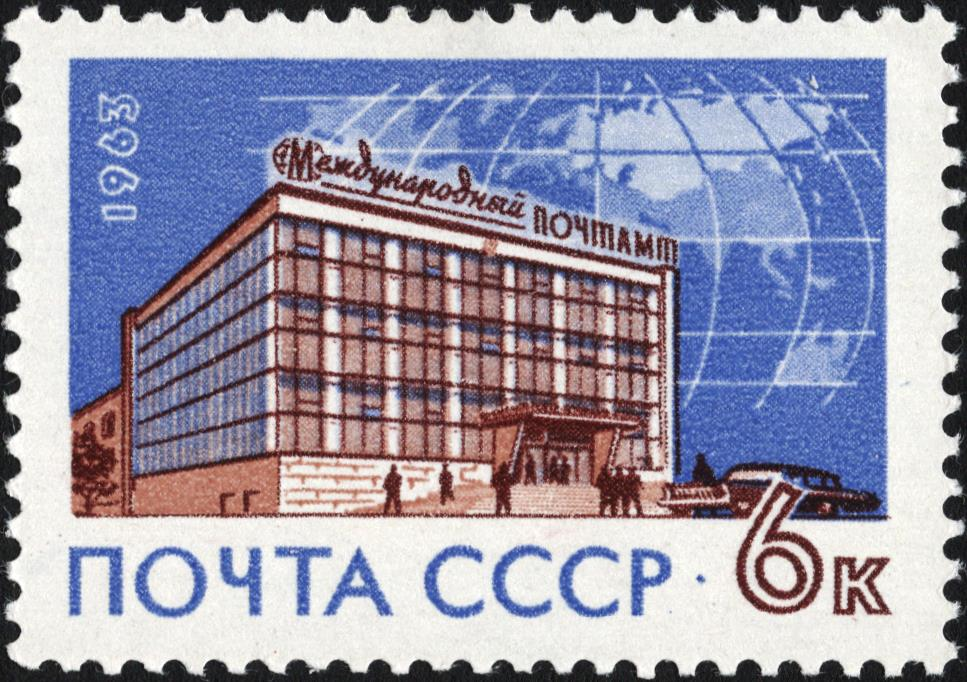
Международный почтамт в Москве на марке СССР (1963)

В СССР письма, почтовые карточки и бандероли (простые, заказные, авиа и авиазаказные) принимались во все страны мира, в то время как ценные письма, посылки и мелкие пакеты разрешались только в те страны, с которыми имелись специальные межгосударственные соглашения. При этом отправления с наложенным платежом и денежные переводы были полностью исключены из международного почтового обмена. Письма (простые и заказные), карточки, бандероли и мелкие пакеты принимались всеми предприятиями связи, но ценные письма и посылки — почтамтами, городскими и районными узлами связи и некоторыми почтовыми отделениями. Порядок международного почтового обмена оговаривался в советском ГОСТе для почтовых услуг (ГОСТ 16408-80).
Непосредственный обмен международных почтовых отправлений почтовыми службами Российской Федерации с почтовыми службами зарубежных стран осуществляется под таможенным контролем в пунктах международного почтового обмена.

Международный авиапочтовый маркированный конверт СССР с цифрами «500» в кодовом штампе, напечатанным авиапочтовым ярлыком и провизорием Литвы (1991)

Лицевую сторону международных конвертов в России оформляют с трёхзначным кодовым штампом. В прошлом на советских конвертах там был вписан индекс «500»; на современных российских международных конвертах нанесён индекс «555».

## Таможенные аспекты
Международные почтовые отправления пересылаются:
- с таможенной территории данной страны за её пределы,
- из-за границы на эту территорию или
- транзитом через эту территорию.

Таможенному контролю подлежат только те отправления (посылки, мелкие пакеты, бандероли, ящики с объявленной ценностью, письма и т. д.), которые содержат предметы, оговорённые в таможенном законодательстве страны.